# アペックスホーリーナイツ
アペックスホーリーナイツ（英: Apex Holly Knights）は、日本の社会人バスケットボールチーム。ホームタウンは愛知県大府市。東海・北信越リーグ所属。母体企業はアペックス。

## 概要
アペックスの創業の地（大府本社所在地）が大府市の柊山という地名だったことから英語で柊を意味する「Holly」と戦う選手達をイメージした「Knights」から命名された。

## 歴史
- 1984年（昭和59年） - 創部。
- 1987年（昭和62年） - 愛知県実業団バスケットボール連盟に加盟。
- 2001年（平成13年） - 愛知実業団リーグ1部に昇格。
- 2006年（平成18年） - アペックスバスケットボール部のチーム名前を「Holly Knights（ホーリーナイツ）」と命名。
- 2008年（平成20年） - 第32回東海北陸実業団バスケットボール選手権大会で初優勝。
- 2011年（平成23年） - 第58回愛知実業団バスケットボールリーグ戦で初優勝。

## 成績
- 愛知実業団バスケットボールリーグ戦 　　優勝2回（2011年度、2016年度）
- 愛知実業団バスケットボール選手権大会 　優勝2回 (2011年度、2012年度）
- 東海実業団バスケットボール選手権大会　 優勝1回 (2011年度）
- 全日本社会人バスケットボール選手権大会 ベスト8 (2011年度、2016年度）
- 全日本実業団バスケットボール競技大会 　全国6位 (2011年度）
- 全日本実業団バスケットボール競技大会 　ベスト8 (2012年度）
- 全日本実業団バスケットボール競技大会 　全国5位 (2016年度）

## 選手とスタッフ

### スタッフ
| 役職         | 名前      |
| ------------ | --------- |
| 顧問         | 森 卓也   |
| 部長         | 大嶋 英雄 |
| 監督         | 北村 佳浩 |
| HC           | 福田 太郎 |
| 技術指導     | 伊藤 光義 |
| マネージャー | 倉橋 侑子 |
| 広報         | 山本 昌栄 |

### 選手
| 番号 | 名前                       | ポジション | 身長  | 出身校         |
| ---- | -------------------------- | ---------- | ----- | -------------- |
| 0    | 矢野 ネヒジェコディス 春樹 | PF         | 190cm | 日本経済大学   |
| 1    | 植地 亮太                  | SG         | 178cm | 愛知学泉大学   |
| 2    | 松岡 恭也                  | PG         | 176cm | 神奈川大学     |
| 3    | 永井 翔大                  | PG         | 177cm | 大阪産業大学   |
| 7    | 内藤 義博                  | PF         | 190cm | 神奈川大学     |
| 12   | 井上 友樹                  | PF         | 191cm | 愛知学泉大学   |
| 13   | 西村 一輝                  | F          | 187cm | 中央大学       |
| 14   | 松井 風太                  | PG         | 163cm | 徳山大学       |
| 15   | 緒方 堅也                  | F          | 186cm | 神奈川大学     |
| 23   | ジョオム ハマディ ジャア   | C          | 207cm | 名古屋学院大学 |
| 34   | 中原 龍助                  | C          | 193cm | 愛知学泉大学   |
| 35   | 嶋田 裕斗                  | PF         | 199cm | 日本大学       |
| 45   | 大熊 喜章                  | SG         | 176cm | 関東学院大学   |

### 過去の主な所属選手
- ビットル・アルフォンソ・アリサ
- 高久順